# Inmunocitoquímica

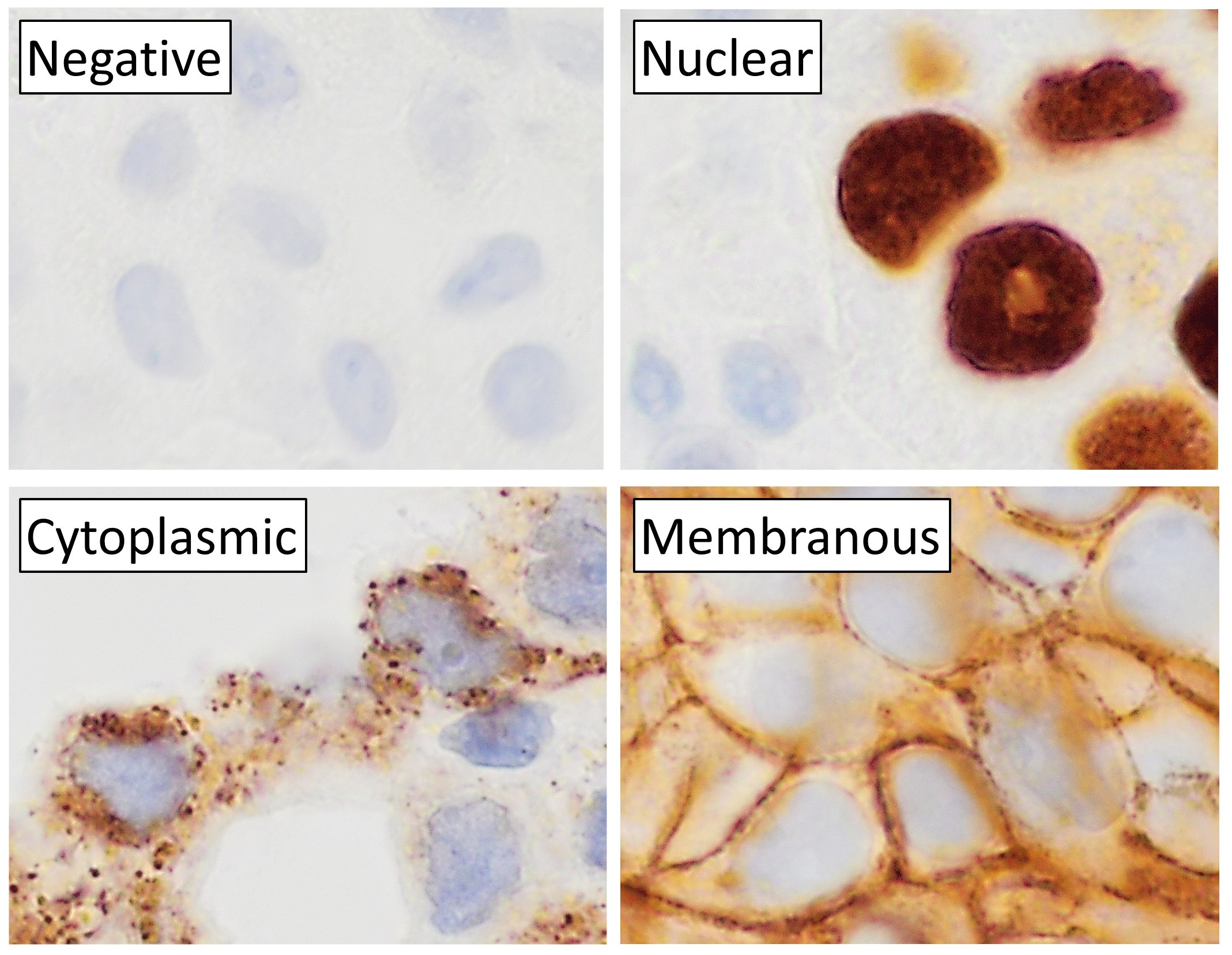
Principales patrones de tinción en inmunohistoquímica cromogénica.

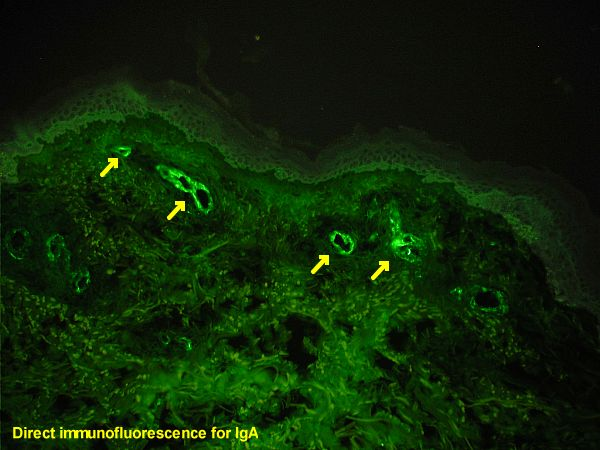
Inmunofluorescencia de piel humana usando un anticuerpo anti-IgA. La piel es de un paciente con Púrpura de Henoch–Schönlein: depósitos de IgA se encuentran en las paredes de pequeños capilares superficiales (flechas amarillas). La zona verde pálida ondulada en la parte superior es la epidermis, y la zona fibrosa inferior es la dermis.

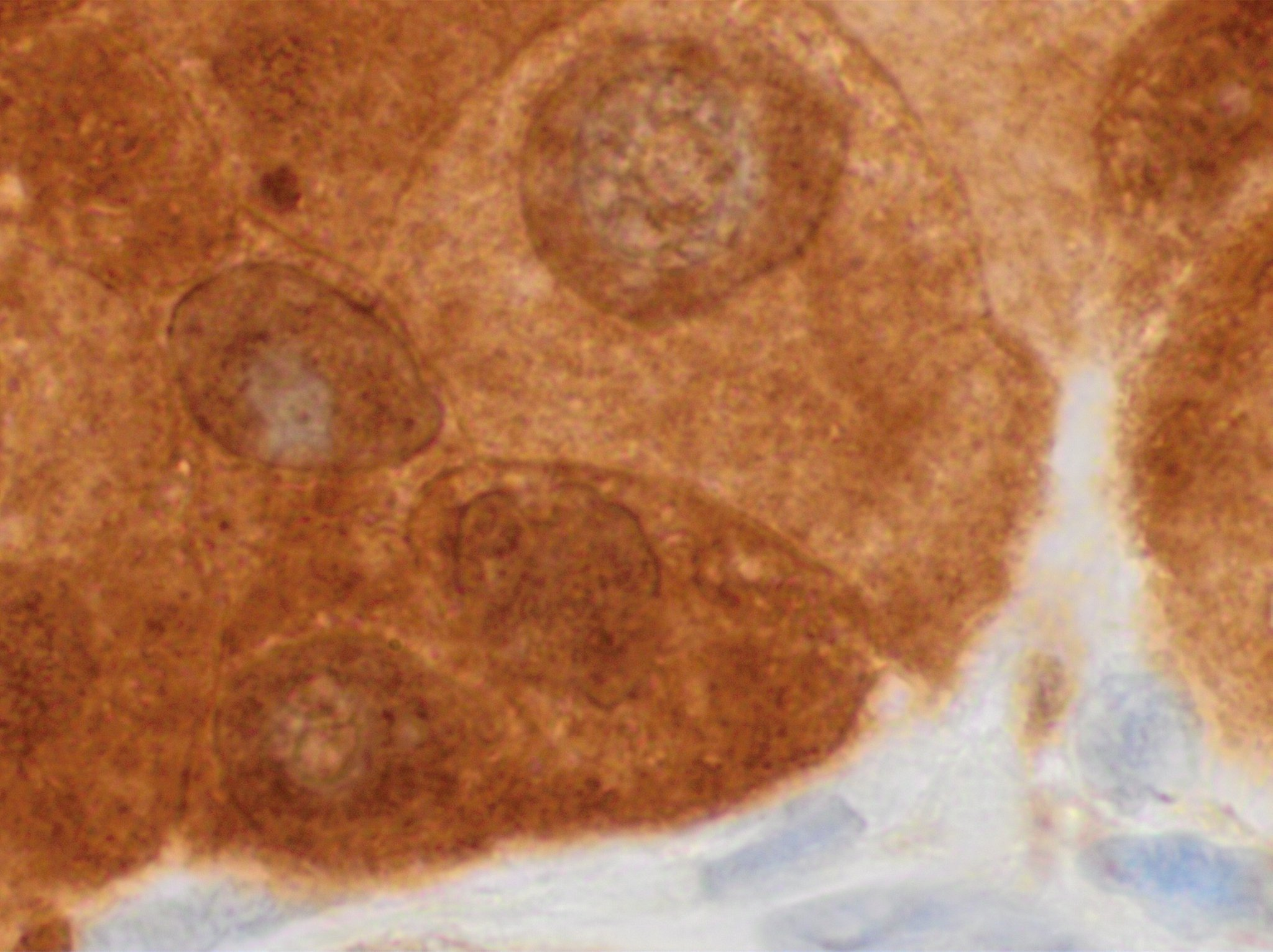
"Tinción en bloque": expresión nuclear y citoplasmática fuerte en un segmento continuo de células.

Inmunohistoquímica es una forma de inmunotinción que permite identificar selectivamente antígenos en células y tejidos, mediante anticuerpos que se unen específicamente a dichos antígenos. Albert Hewett Coons, Ernest Berliner, Norman Jones y Hugh J Creech desarrollaron la inmunofluorescencia por primera vez en 1941, lo que condujo posteriormente al desarrollo de la inmunohistoquímica.
La inmunohistoquímica se usa ampliamente para diagnosticar células anormales, como las de tumores cáncerosos, y también en investigación básica para estudiar la distribución y localización de biomarcadores y proteínas expresadas diferencialmente en distintos tejidos.

## Preparación de la muestra
La inmunohistoquímica puede realizarse sobre tejido fijado y embebido en parafina, así como en tejido congelado. El proceso general incluye: fijación adecuada, recuperación de antígenos, incubación con anticuerpo primario y luego con anticuerpo secundario.

### Preparación y fijación del tejido
La fijación preserva la morfología celular. La fórmula de fijación, la proporción de fijador a tejido y el tiempo de fijación afectan el resultado. El fijador suele ser formalina al 10% en tampón neutro. Tiempo típico: 24 horas a temperatura ambiente, con proporción fijador:tejido de 1:1 a 1:20. Luego se puede embedir en parafina.
En secciones congeladas, la fijación suele hacerse después del corte, usando acetona o formalina.

### Corte de secciones
Se utiliza un micrótomo. Para tejidos embebidos en parafina, grosor típico: 4 μm; para congelados: 4–6 μm.  
El grosor influye en la visualización de estructuras y proteínas. Los tejidos de parafina deben desparafinarse en xileno o sustituto, seguido de alcohol.

### Recuperación de antígenos
Se realiza para exponer los epítopos que pueden estar bloqueados por la fijación, normalmente usando calor en solución tampón (microondas, autoclave, placas calefactoras o baños de agua). No siempre es necesaria en secciones congeladas, pero puede mejorar la señal si se fijaron en acetona o formalina.

### Bloqueo
Para reducir tinción de fondo se incuba con suero normal del mismo animal del anticuerpo secundario o con buffers comerciales. Otros bloqueadores incluyen leche desnatada, BSA o gelatina. Actividad enzimática endógena también puede ser bloqueada con peróxido de hidrógeno.

## Etiquetado de la muestra
Se visualiza usando anticuerpos marcados con fluorescentes, metales o enzimas.  

### Tipos de anticuerpos
- **Policlonales**: producidos inyectando el antígeno en animales como cobayos, conejos, ratones, ratas o cabras; reconocen múltiples epítopos.
- **Monoclonales**: producen anticuerpos contra un único epítopo mediante hibridoma (célula B + línea celular cancerosa).

Anticuerpos se clasifican como primarios (contra el antígeno) o secundarios (contra los Ig del animal del primario), y estos últimos suelen estar conjugados a reporteros como biotina o directamente al marcador.

### Métodos de detección
- **Directo**: anticuerpo marcado se une directamente al antígeno; rápido pero menos sensible.
- **Indirecto**: anticuerpo primario sin marcar se une al antígeno, y luego el secundario marcado se une al primario. Más sensible por amplificación de señal y permite usar menos anticuerpos secundarios estandarizados.[9]

### Moléculas reporteras
- **Cromogénicas**: enzimas (fosfatasa alcalina, peroxidasa) que producen un color al actuar sobre un sustrato como DAB.
- **Fluorescentes**: fluorocromos como FITC, TRITC, Alexa Fluor; se visualizan con microscopio de fluorescencia o confocal.[10]

### Contracolorantes
Se aplican para dar contraste y facilitar la identificación de la morfología del tejido. Ejemplo: Hematoxilina.

### Resolución de problemas
Problemas frecuentes: tinción de fondo fuerte, señal débil o artefactos. Se corrigen ajustando dilución, tiempo, temperatura, sistema de detección, o usando controles positivos y negativos.

## Marcadores diagnósticos
Ejemplos: CD3, CD20, CD10, p53, Ki-67, receptores hormonales, marcadores neuronales. Permiten localizar proteínas y analizar tejidos específicos.  

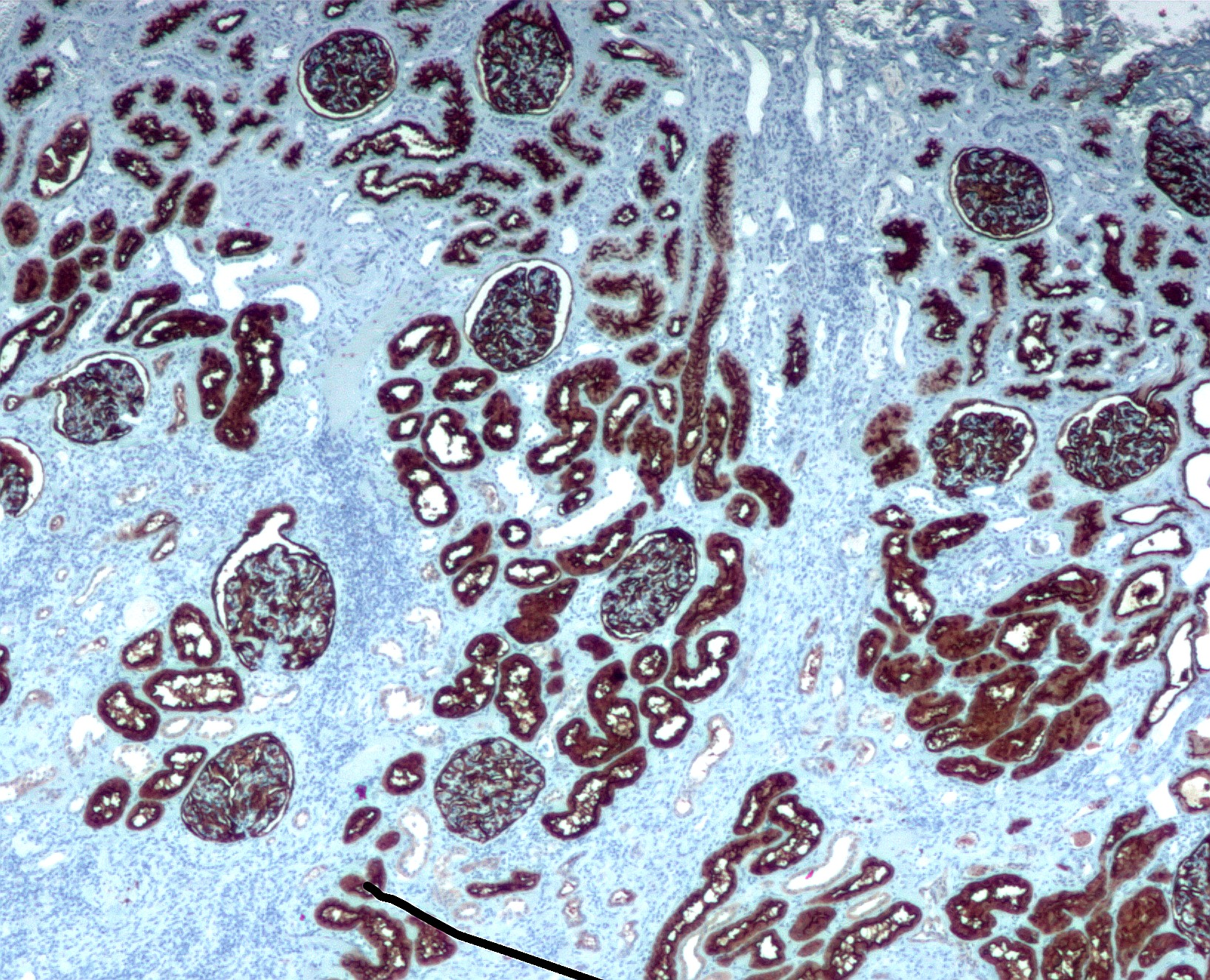
Inmunohistoquímica cromogénica de riñón normal, detectando CD10.